# Malaeloa/Aitulagi
Malaeloa/Aitulagi är en ort i Amerikanska Samoa (USA).   Den ligger i distriktet Västra distriktet, i den västra delen av landet, 10 km sydväst om huvudstaden Pago Pago. Malaeloa/Aitulagi ligger 37 meter över havet och antalet invånare är 633. Den ligger på ön Tutuila Island.
Terrängen runt Malaeloa/Aitulagi är kuperad åt nordväst, men åt sydost är den platt. Havet är nära Malaeloa/Aitulagi åt sydväst.  Närmaste större samhälle är Pago Pago, 9,7 km nordost om Malaeloa/Aitulagi. 
I omgivningarna runt Malaeloa/Aitulagi växer i huvudsak städsegrön lövskog.